# Nordic Mining
Nordic Mining ASA är ett norskt gruvsällskap som genom dotterbolag och andra bolag äger förekomster av huvudsakligen rutil och kvarts i Norge och litium i Finland.

## Information
Nordic Mining ASA är ett norskt allmennaksjeselskap, motsvarig till ett publikt aktiebolag i Sverige, och är registrerat i Foretaksregisteret med organisationsnummer NO 989 796 739. Bolagets aktier är noterade på Oslo Axess (NOM.OAX; ISIN: NO 001 031 7340), tillhörande Oslo Børs. De noteras även på Stockholmsbörsens First North (NOMo.ST).

## Bolag och verksamheter
Bolag
| Bolag                            | Land    | Org.nr.        |
| -------------------------------- | ------- | -------------- |
| Nordic Rutile AS (100 %)         | Norge   | NO 990 691 606 |
| Nordic Quartz AS (100 %)         | Norge   | NO 996 814 025 |
| Nordic Ocean Resources AS (80 %) | Norge   | NO 996 814 114 |
| Keliber Oy (ca. 16,3 %)          | Finland |                |

Inrikes verksamheter
| Namn                     | Ort                                  | Landsdel                             | Metall/mineral                                  | R.    |
| ------------------------ | ------------------------------------ | ------------------------------------ | ----------------------------------------------- | ----- |
| Engebø                   | Engebø, Naustdal                     | Västnorge                            | rutil                                           | [ 4 ] |
| Kvinnherad               | Nesodden, Kvinnherad                 | Västnorge                            | kvarts                                          | [ 5 ] |
| Øksfjord                 | Reinfjord och Lokkarfjord, Øksfjord  | Nordnorge                            | kobolt, koppar, guld, nickel, platina/palladium | [ 6 ] |
| Subsea mineral resources | Norges ekonomiska zon (Norska havet) | Norges ekonomiska zon (Norska havet) | seabed minerals                                 | [ 7 ] |

Utrikes verksamheter
| Namn    | Land    | Metall/mineral           | R.    |
| ------- | ------- | ------------------------ | ----- |
| Keliber | Finland | spodumen, litiumkarbonat | [ 8 ] |